# ストラスブールのグラン・ディル
ストラスブールのグラン・ディル（フランス語: Grande Île）は北フランスの都市ストラスブールの一区域で、歴史的に中心市街が栄えた区域である。1988年にその名称でユネスコの世界遺産リストに登録され、日本では「ストラスブールの旧市街」と意訳されることもしばしばある。2017年には世界遺産登録範囲がノイシュタットまで拡大された。
アルザス地域圏の中心地でありドイツに隣接しているストラスブールは、フランス以外のヨーロッパ文化の影響が強く見られ、グラン・ディルの町並みもラインラントの田園的な雰囲気とパリの雰囲気が融合した外見が特徴となっている。

## グラン・ディル
ストラスブールの市内にはイル川 (L'Ill) が流れている。イル川は市内で大きく2つに分岐した後、市外へ出る前に再び合流する。この結果、市内には分岐したイル川に囲まれた島状の区域が存在する。これが「グラン・ディル」（一般名詞としては「大きな島」の意味）である。

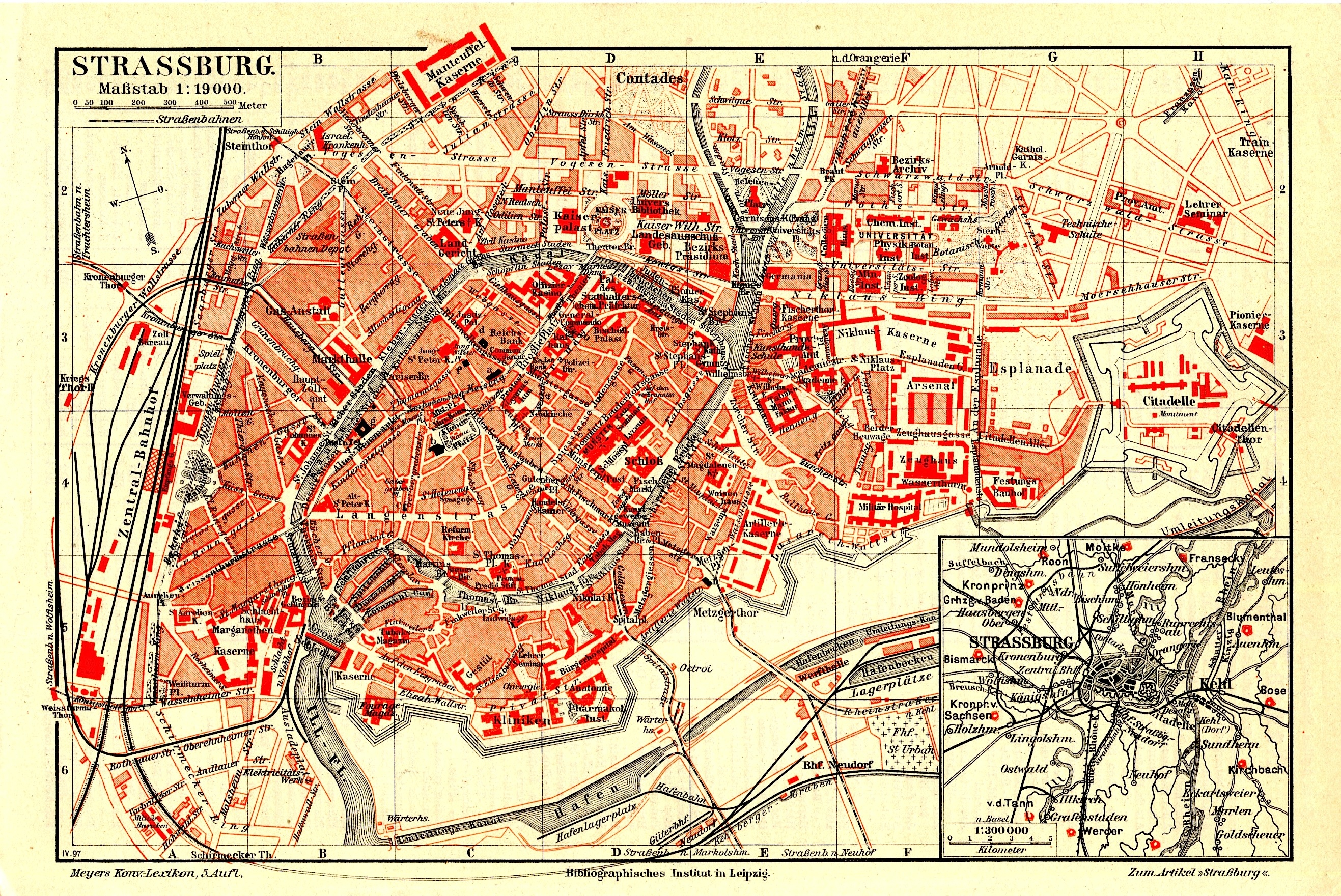
ストラスブールの地図（1888年）。中央がグラン・ディル

## 主な歴史的建造物・区画

### 大聖堂広場

#### ノートルダム大聖堂
ストラスブールのノートルダム大聖堂は、砂岩の外壁を特徴とする高さ142メートルの大聖堂である。現存する大聖堂は1176年から1439年に建造されたゴシック建築の傑作だが、建造当初のロマネスク様式も一部に残っている。建造当時はフランスで最も高い大聖堂だったが、のちにルーアン大聖堂に追い抜かれた。
- 天文時計 - ストラスブール大聖堂の名物時計。最初のものは14世紀に作られたが、現存するものは18世紀に作られたからくり時計である。12時30分には、12使徒などを象った大勢の自動人形たちが動き出す。
- 天使の柱 - 13世紀に作られた袖廊の柱。ゴシック様式の美しい彫刻が施されている。

#### ルーヴル・ノートル＝ダム博物館
ルーヴル・ノートル＝ダム博物館 (Musée de l'oeuvre Notre-Dame) には、キリスト教関係のステンドグラスとして現存最古の「ヴィッサンブールのキリスト」が保管されている。これはキリストの頭部を描いたものである。

#### ロアン宮
ロアン宮は、1732年にガストン=アルマン=マキシミリアン・ド・ロアン=スービーズ枢機卿が造営した宮殿。宮廷建築家のロベール・ド・コットによって設計されたパリ風の宮殿であり、その後のストラスブールの建築物に強い影響を与えた。現在は、内部に考古学博物館、美術館、陶器などを集めた装飾美術館の3つのミュージアムを抱えている。

#### 鹿薬局
鹿薬局 (Pharmacie du Cerf) は1589年に建てられたルネサンス様式の建物で、フランスでは最古の部類に属する薬局だが、現在では営業は行われていない。

#### カメルゼル邸
カメルゼル邸 (maison Kammerzell) は、大聖堂広場の角に1589年に建てられた4階建てのルネサンス様式の建物。凸面ガラスの窓と、彫像や装飾が施されたハーフティンバー様式の外壁が特徴となっている。

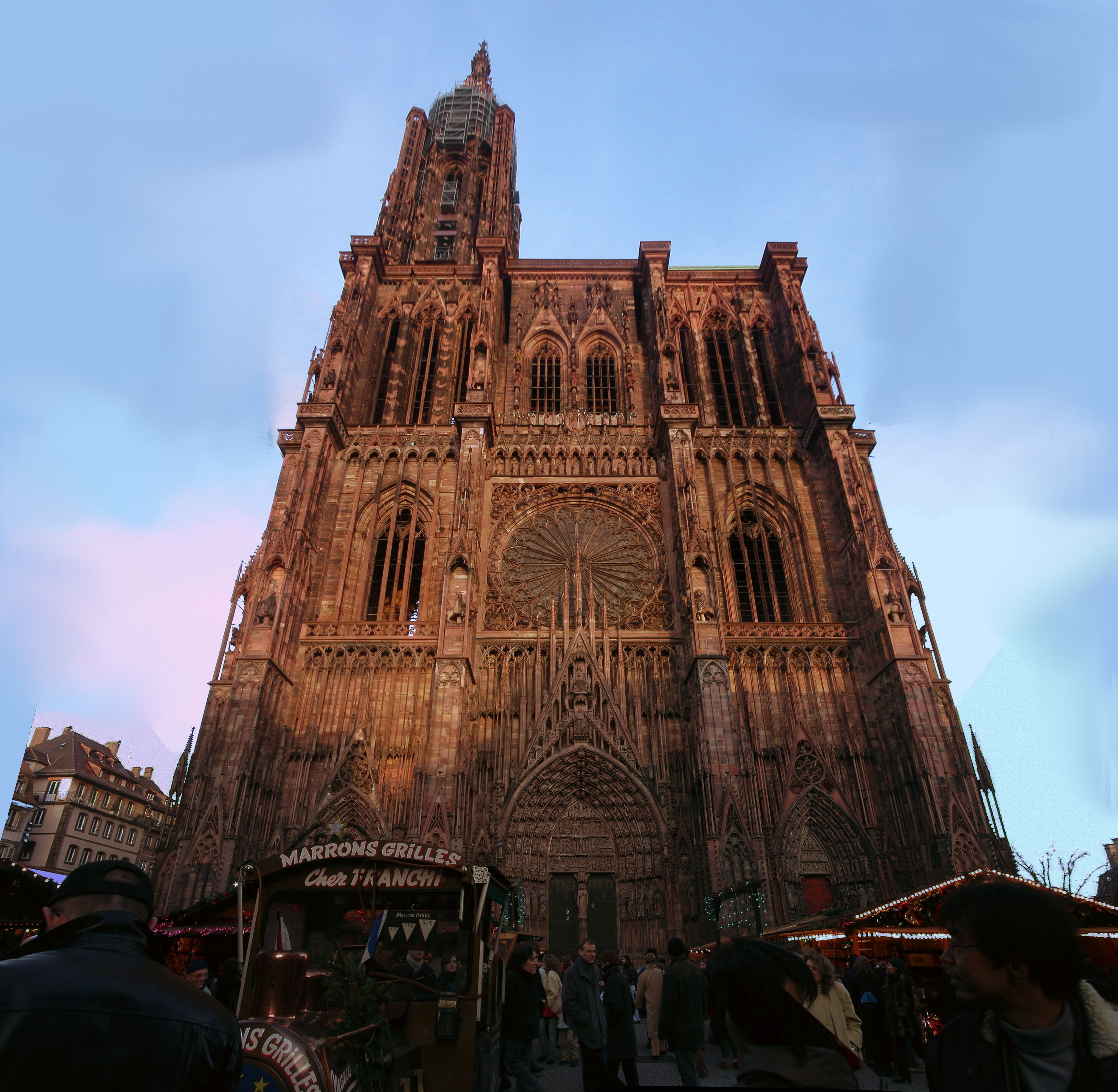
ノートルダム大聖堂
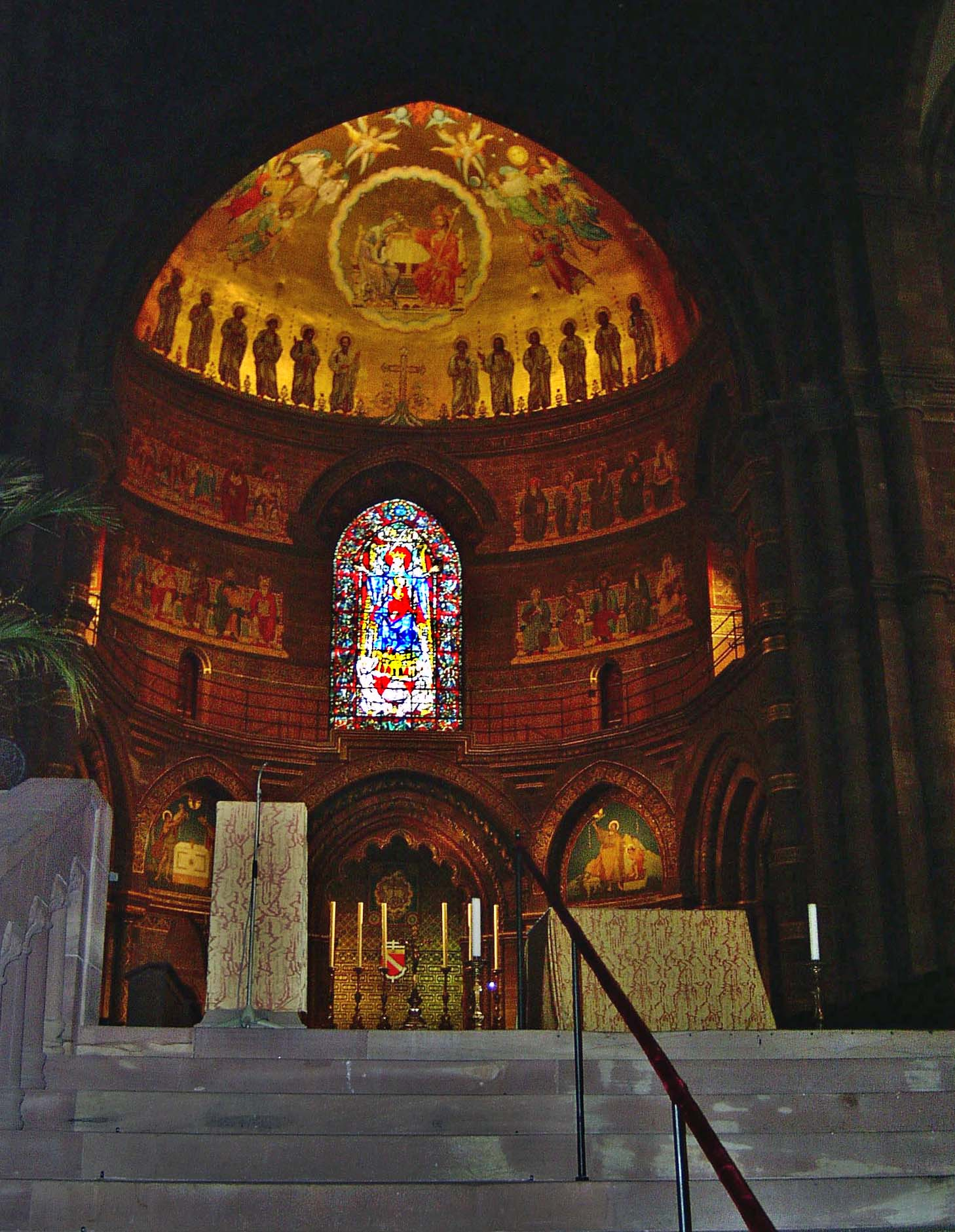
大聖堂内部
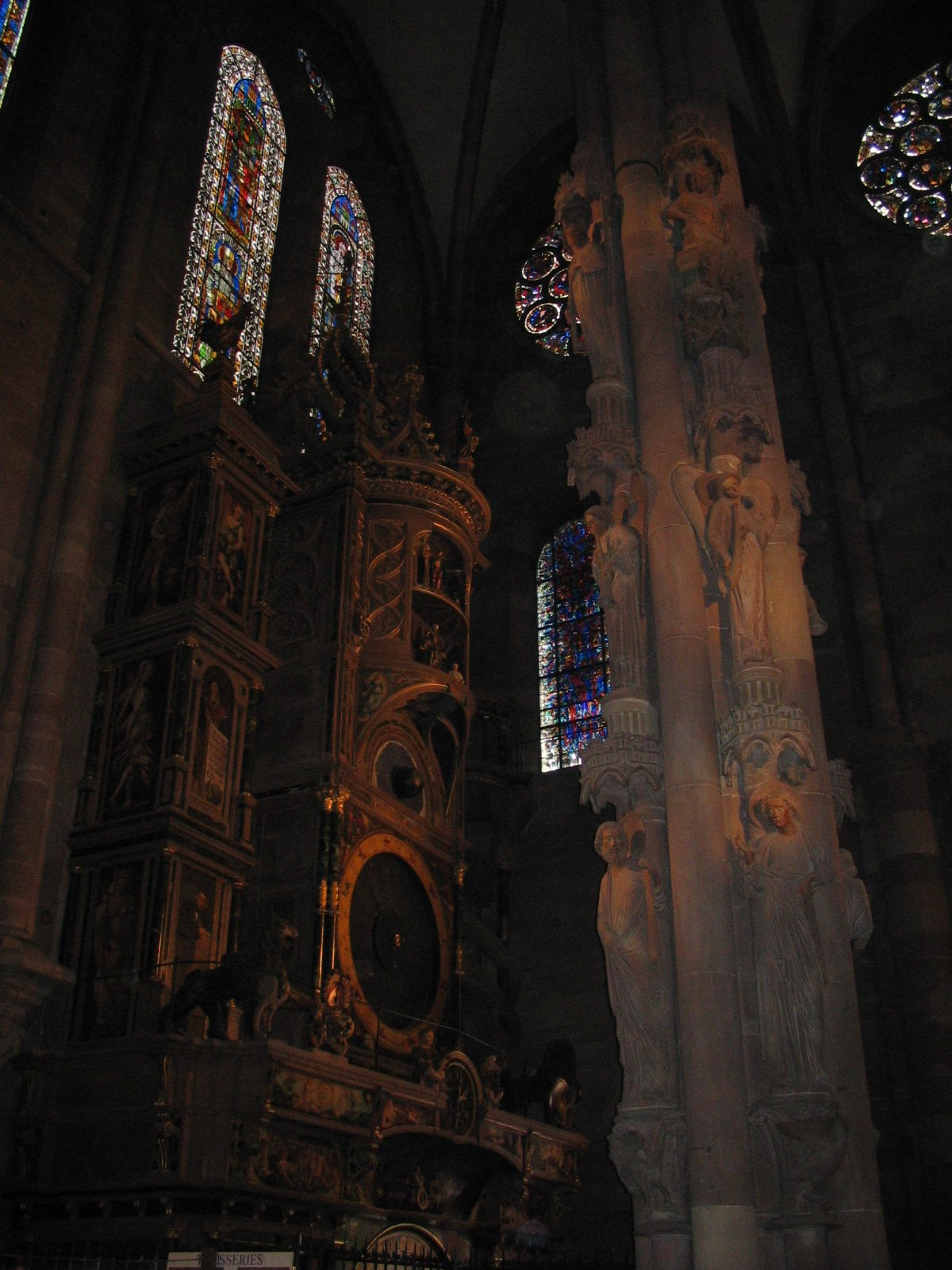
天文時計と天使の柱
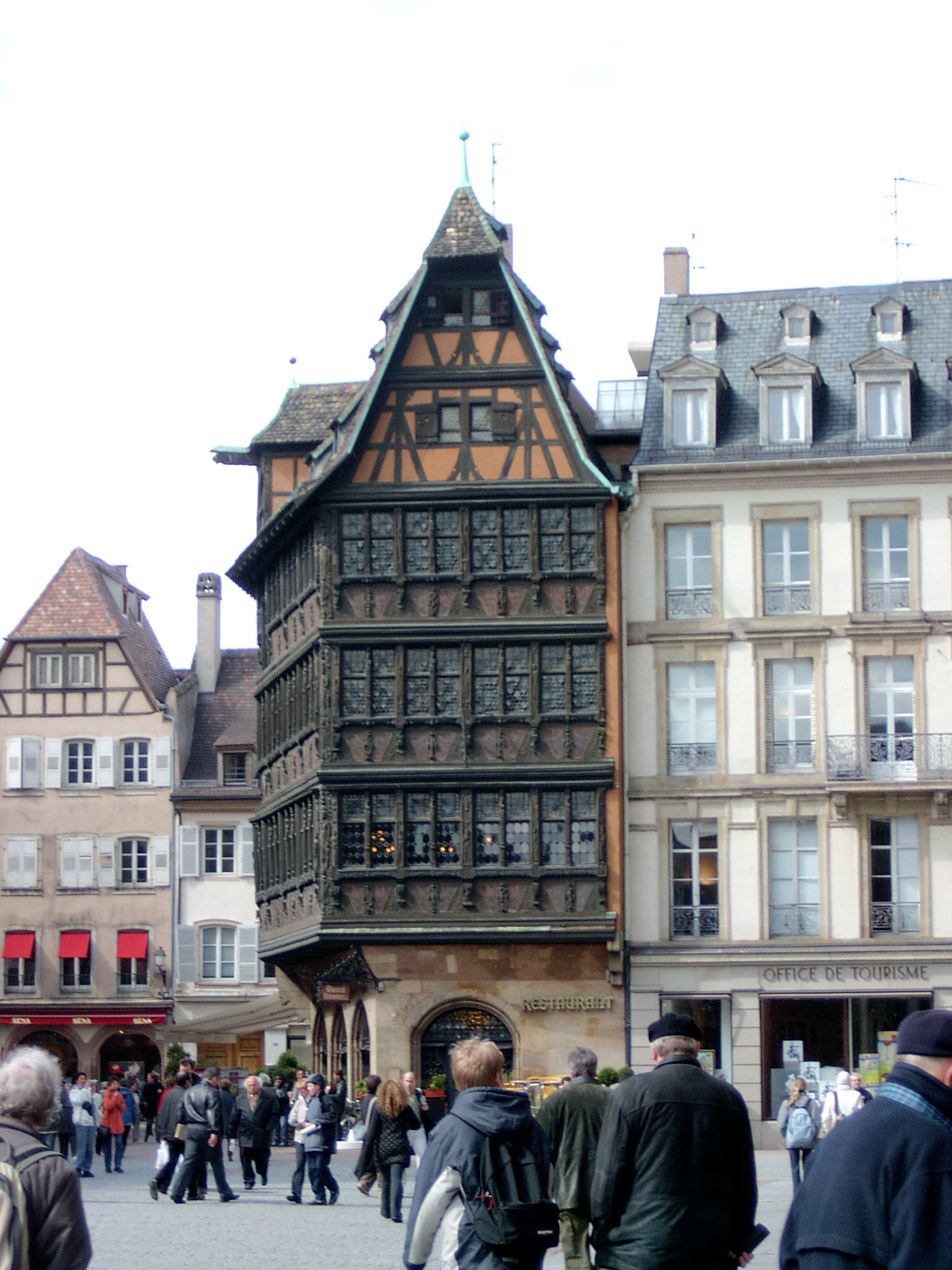
カメルゼル邸

### プティット・フランス
プティット・フランス（Petite France ; 小フランス）は、ストラスブールの古い町並みが最もよく保存されている地区。美しく飾られたハーフティンバー様式の家屋が建ち並び、イル川が細かく分岐して入り組んでいる。付近には宗教改革者であるマルチン・ブツァーが説教を行ったサン・トーマ聖堂がある。

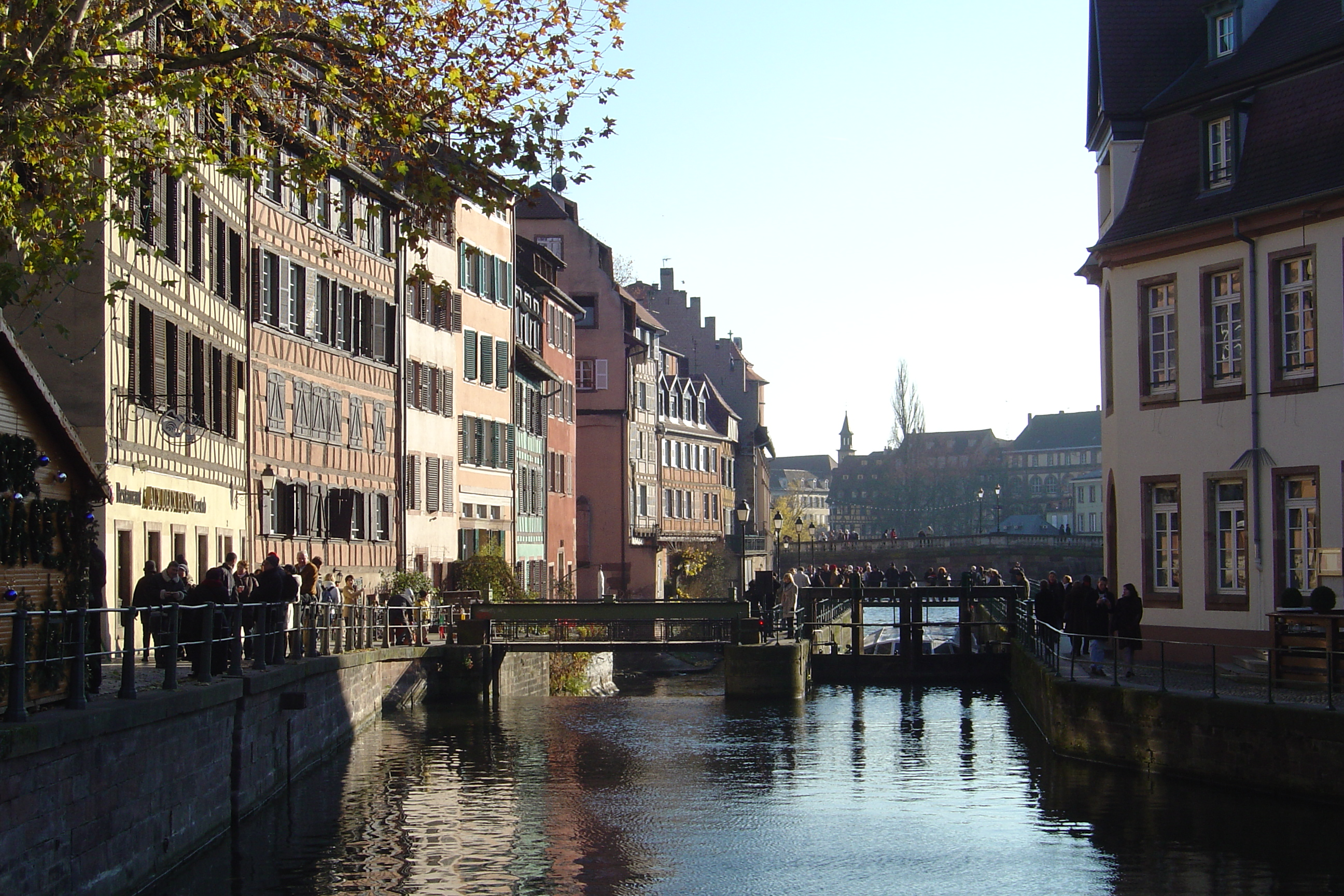
プチット・フランスの街並
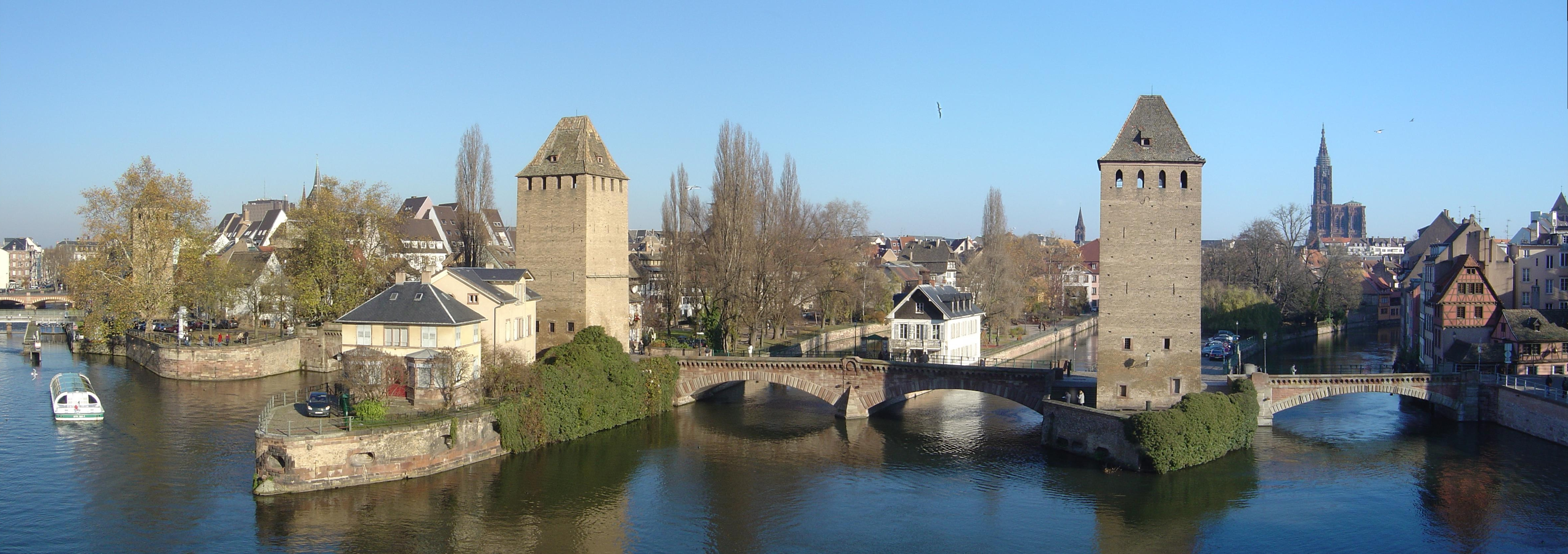
ボーバンダムの屋根付橋
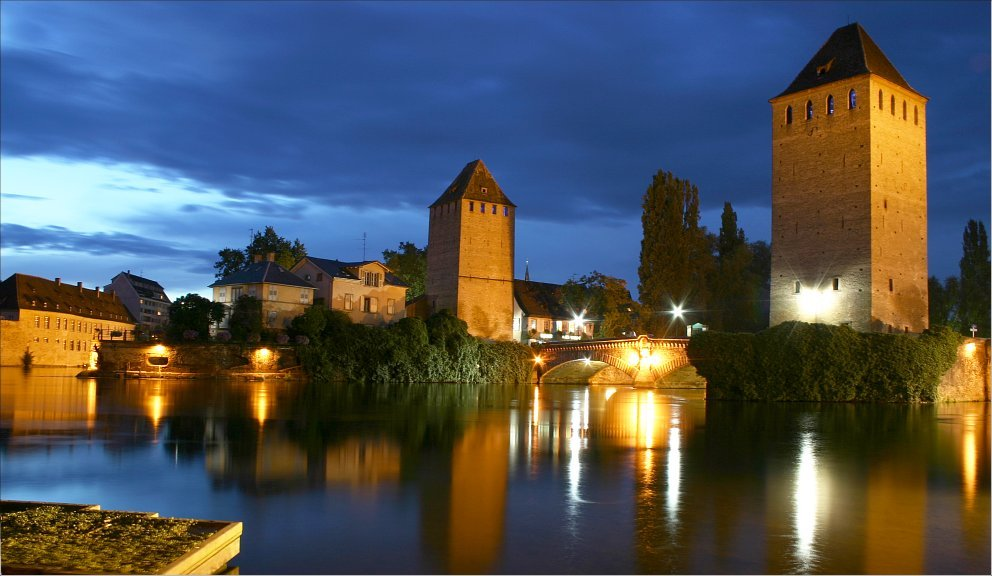
屋根付橋の夜景
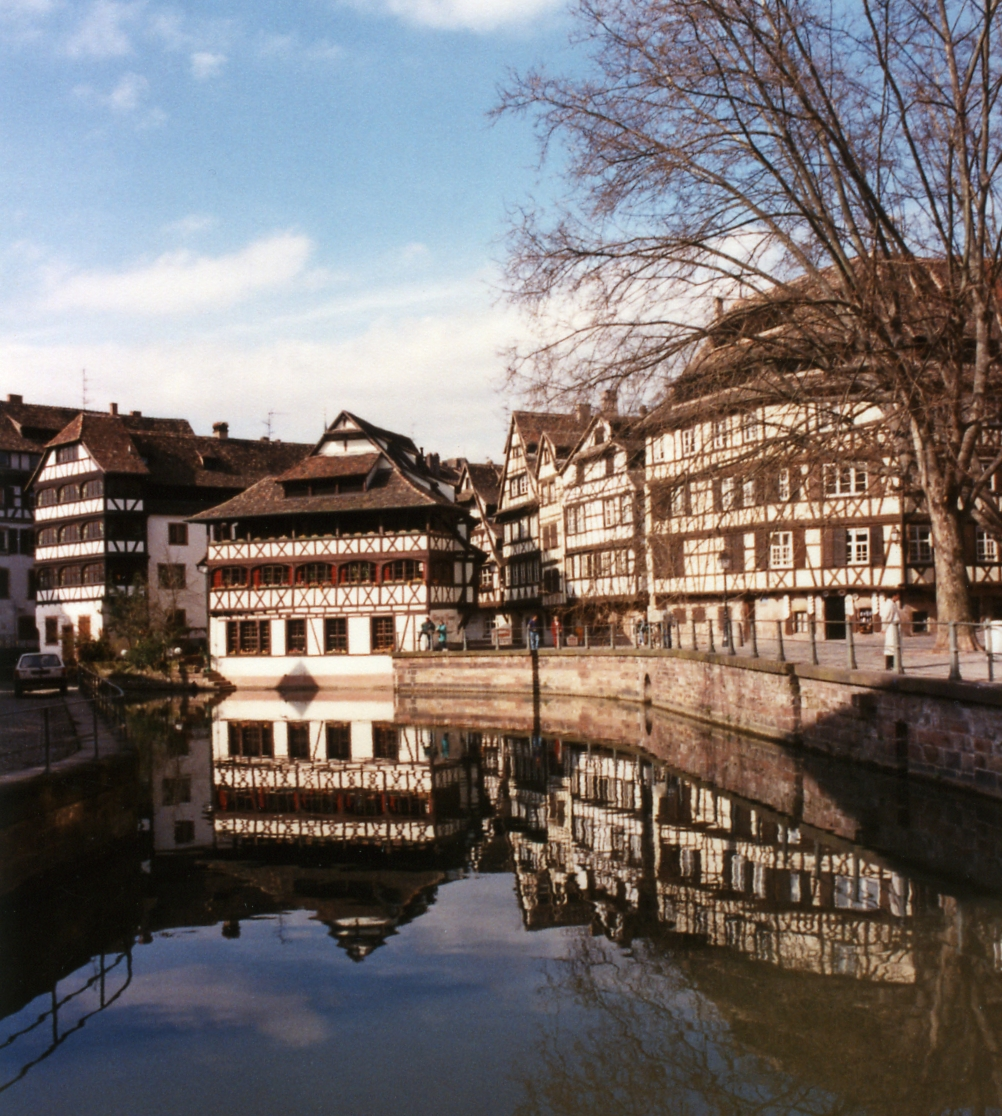
街並

### クレベール広場
ジャン＝バチスト・クレベールの像が立つ広場。

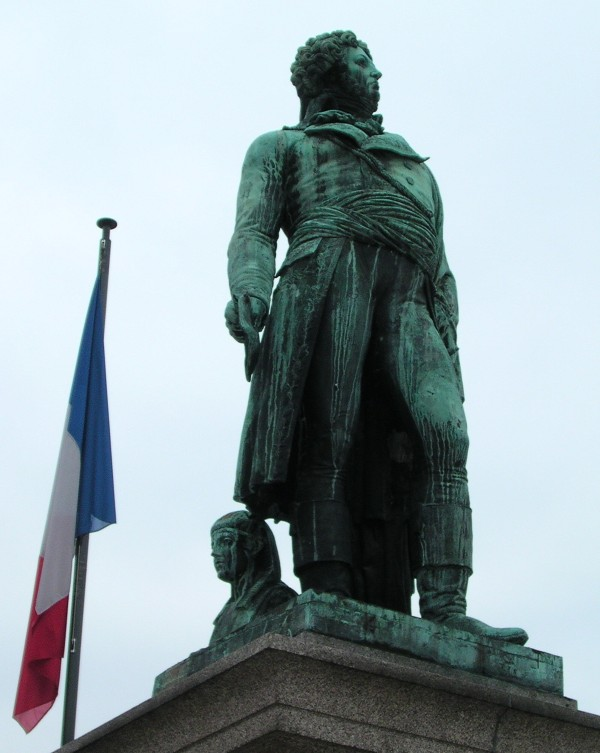
クレベール像

## 登録基準
この世界遺産は世界遺産登録基準のうち、以下の条件を満たし、登録された（以下の基準は世界遺産センター公表の登録基準からの翻訳、引用である）。
- (2) ある期間を通じてまたはある文化圏において、建築、技術、記念碑的芸術、都市計画、景観デザインの発展に関し、人類の価値の重要な交流を示すもの。
- (4) 人類の歴史上重要な時代を例証する建築様式、建築物群、技術の集積または景観の優れた例。